# Palazzetto da Lezze

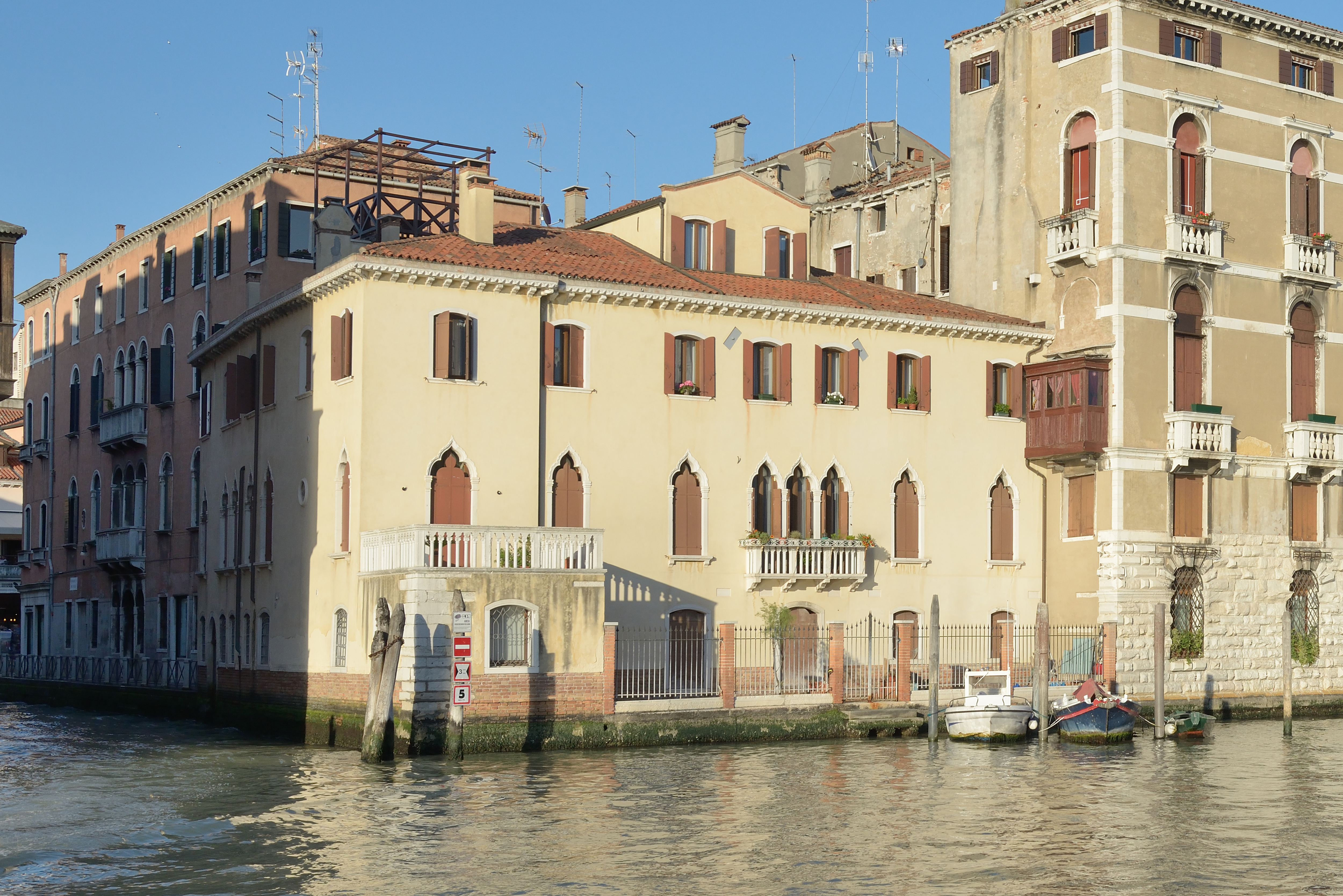
Palazzetto da Lezze von Canal Grande aus. Links davon mündet der „Rio di Noale“.

Palazzetto da Lezze ist ein Palast in Venedig in der italienischen Region Venetien. Er liegt im Sestiere Cannaregio mit Blick auf den Canal Grande an der Einmündung des Rio di Noale, zwischen dem Palazzo Boldù a San Felice und dem Casa Gussoni Grimani della Vida, gegenüber dem Ca’ Pesaro.

## Geschichte
Das architektonische Schema des Gebäudes trägt gotische Stilelemente aus der ersten Hälfte des 15. Jahrhunderts. Der Architekt war Baldassare Longhena.

## Beschreibung
Der Palast ist niedriger als alle seine Nachbargebäude. Er hat drei Vollgeschosse ohne Zwischengeschoss. Das Gebäude ist vom Ufer des Canal Grande etwas zurückgesetzt und davor befindet sich ein schmaler Garten. Der Hauptteil der Fassade ist der rechte Teil und ist symmetrisch gestaltet. Am bemerkenswertesten sind die Fenster im Hauptgeschoss: ein Dreifach-Dreipassfenster mit kleinem, gemeinsamen Balkon in der Mitte, flankiert von zwei Paaren von einzelnen Dreipassfenstern. Im Erdgeschoss und im zweiten Obergeschoss sind die Fensteröffnungen mit Korbbögen versehen und entsprechen dem Schema des Hauptgeschosses, wobei sich unter dem Dreifachfenster, im Erdgeschoss, ein Tor befindet und über dem Dreifachfenster, im zweiten Obergeschoss, zwei einzelne Fenster. Über der gezahnten Dachtraufe liegt eine große Dachgaube mit zwei einzelnen Korbbogenfenstern und einem Tympanon.
Der linke Teil der Fassade springt etwas vor und hat in jedem Stockwerk ein Fenster, jeweils vom Typ des betreffenden Stockwerkes. Im Erdgeschoss gibt es einen Vorbau auf Breite des Gartens mit einem Balkon darüber.
Die Seitenfassade zum Rio di Noale hin trägt im Hauptgeschoss ein Vierfach-Dreipassfenster, das aus der Mitte nach links verschoben und von je einem Einzelfenster flankiert ist. Die Fenstereinteilung in Erd- und zweitem Obergeschoss entspricht fast der im Hauptgeschoss, wobei es sich dabei wieder um Korbbogenfenster handelt. Im zweiten Obergeschoss befindet sich zwischen dem Vierfachfenster und dem äußeren, rechten Fenster ein weiteres Einzelfenster, während im Hauptgeschoss darunter an dieser Stelle ein rundes Wappenschild sitzt.